# Eben am Achensee
Eben am Achensee – gmina w Austrii, w kraju związkowym Tyrol, w powiecie Schwaz. Według Austriackiego Urzędu Statystycznego liczyła 3011 mieszkańców (1 stycznia 2015).